# Do or Die (álbum)
Do or Die es el álbum debut de la banda estadounidense de punk rock Dropkick Murphys, lanzado a través de Hellcat Records en 1998. También se hizo un vídeo musical del tema «Barroom Hero»

## Lista de canciones
1. "Cadence to Arms" – 1:49
2. "Do or Die" – 1:50
3. "Get Up" – 2:06
4. "Never Alone" – 2:54
5. "Caught in a Jar" – 2:19
6. "Memories Remain" – 2:25
7. "Road of the Righteous" – 2:56
8. "Far Away Coast" – 2:41
9. "Fightstarter Karaoke" – 2:18
10. "Barroom Hero" – 2:57
11. "3rd Man In" – 2:18
12. "Tenant Enemy #1" – 2:13
13. "Finnegan's Wake" – 2:19
14. "Noble" – 2:34
15. "Boys on the Dock" (Versión pub) – 2:33
16. "Skinhead on the MBTA" – 3:49

- Todas las canciones están compuestas por el grupo salvo «Cadence to Arms» y «Finnegan's Wake» que son tradicionales y «Skinhead on the MBTA» que está compuesta en colaboración con Jacqueline Steiner y Bess Lomax Hawes.

## Componentes
- Mike McColgan – voz
- Ken Casey – bajo, voces
- Rick Barton – guitarra
- Matt Kelly – batería

- Datos: Q506970